# چارلز مک‌ایلواین
چارلز مک‌ایلواین (انگلیسی: Charles McIlvaine؛ ۶ اوت ۱۹۰۳ – ۳۰ ژانویه ۱۹۷۵) قایقران روئینگ اهل ایالات متحده آمریکا بود.
وی در مسابقات کشوری و بین‌المللی در مجموع برندهٔ ۱ مدال طلا شده‌است.